# Paul Leroy (football)
Pour les articles homonymes, voir Leroy et Paul Leroy.
Paul Leroy est un footballeur puis entraîneur français né le 12 février 1970 à Béthune. il occupe le poste de défenseur au RC Lens puis à l'ES Wasquehal. Il est actuellement l'entraîneur du FC Lambersart.

## Carrière
Paul Leroy commence sa carrière dans l'équipe réserve du RC Lens. En 1988-1989, il dispute son premier match avec l'équipe première. Il en dispute au total 18 dans cette saison que le club lensois termine en dernière position. Il joue les deux saisons suivantes en deuxième division avec le RC Lens. De 1991 à 1995 il retourne dans l'équipe réserve du RC Lens.
Leroy rejoint en 1995 l'Entente sportive de Wasquehal qui est alors promu de National 2 après avoir battu la réserve de l'AS Cannes en finale du championnat sur le score de trois à un. Avec cette équipe, Leroy remporte le groupe A du championnat National 1 en 1996-1997. Les Wasquehaliens perdent en finale du championnat face au Nîmes Olympique aux tirs au but après un match nul 2-2, ce qui ne les empêche pas d'être promus en deuxième division. Leroy joue au club wasquehalien au même niveau jusqu'en 2002 avant d'arrêter sa carrière professionnelle.
Leroy devient entraîneur de l'équipe des 17 ans de l'ES Wasquehal avant de rejoindre en juillet 2010 le FC Lambersart. Avec ce club, il est « responsable technique des équipes seniors » et s'occupe tout particulièrement de l'équipe première,.

## Palmarès

### Avec le Racing Club de Lens
- Championnat de France de football D2
  - Vice champion : 1991

### Avec l'ES Wasquehal
- Championnat de France de National 1
  - Vice-champion : 1997

## Statistiques
Le tableau ci-dessous résume les statistiques en match officiel de Paul Leroy durant sa carrière de joueur professionnel.
| Saison                | Club                          | Championnat           | Championnat | Championnat | Coupe(s) nationale(s) | Coupe(s) nationale(s) | Total | Total |
| Saison                | Club                          | Division              | M.          | B.          | M.                    | B.                    | M.    | B.    |
| 1988-1989             | Racing Club de Lens           | Division 1            | 18          | 0           | 1                     | 0                     | 19    | 0     |
| 1989-1990             | Racing Club de Lens           | Division 2            | 11          | 1           | 1                     | 0                     | 12    | 1     |
| 1990-1991             | Racing Club de Lens           | Division 2            | 6           | 0           | 0                     | 0                     | 6     | 0     |
| 1995-1996             | Entente sportive de Wasquehal | National 1            | 1           | 0           | 0                     | 0                     | 1     | 0     |
| 1996-1997             | Entente sportive de Wasquehal | National 1            | 0           | 0           | 2                     | 0                     | 2     | 0     |
| 1997-1998             | Entente sportive de Wasquehal | Division 2            | 24          | 2           | 2                     | 0                     | 26    | 2     |
| 1998-1999             | Entente sportive de Wasquehal | Division 2            | 23          | 0           | 2                     | 0                     | 25    | 0     |
| 1999-2000             | Entente sportive de Wasquehal | Division 2            | 25          | 1           | 1                     | 0                     | 26    | 1     |
| 2000-2001             | Entente sportive de Wasquehal | Division 2            | 22          | 4           | 5                     | 1                     | 27    | 5     |
| 2001-2002             | Entente sportive de Wasquehal | Division 2            | 24          | 1           | 1                     | 0                     | 25    | 1     |
| Total sur la carrière | Total sur la carrière         | Total sur la carrière | 154         | 9           | 15                    | 1                     | 169   | 10    |